# Carlos Juvenal
Carlos Alfredo Juvenal (20 de mayo de 1943 - 20 de diciembre de 1996) fue un destacado periodista deportivo argentino con una extensa carrera en radio, televisión y medios gráficos.

## Carrera
Nacido en Vicente López, Gran Buenos Aires, Juvenal dio sus primeros pasos como periodista en el diario "Crónica" de Buenos Aires, en 1967, pasando al año siguiente a colaborar en "La Nación", destacándose rápidamente en la sección deportiva de este periódico.
A mediados de la década de 1970 dirigió el diario "Los Principios" de Córdoba, y luego fue subdirector de "La Razón" en Buenos Aires. 
Del mismo modo formó parte del matutino "Clarín", y tuvo actuación en radio y en varios programas de TV, siendo el último de ellos "Tribuna Caliente".
Su desarrollo personal lo llevó al periodismo político y policial, sin abandonar, no obstante, las páginas deportivas.
Escribió en el semanario "Primera Plana" y en "El Cronista", e incursionó en la literatura con dos libros: "El caso Sivak" y "Buenos muchachos".
También fue columnista de la agencia DyN (Deportes y Noticias), y pasó por Radio Belgrano y Radio Mitre, en el programa "Sport 80", junto a Diego Bonadeo y Adrián Paenza, entre otros.
Precisamente junto a Bonadeo conduciría el ciclo televisivo "Fútbol prohibido" en el Canal 9 de Buenos Aires.

## Apodo y aficiones
Cariñosamente apodado "El Negro" y admirador del maestro de periodistas don Dante Panzeri, Carlos Juvenal era un apasionado seguidor del Racing Club de Avellaneda, y un entusiasta del fútbol vistoso y ofensivo.

## Vida personal
Juvenal estaba casado y tenía seis hijos. Falleció de un ataque cardíaco el 20 de diciembre de 1996, a los 53 años.